# Escut de Meranges
L'escut oficial de Meranges té el següent blasonament:
Escut caironat: d'or, un mont de 3 penyes de sinople sostingut sobre un riu en forma de cinta ondada d'argent rivetada d'atzur, i somat d'un ram de 3 pinyes de pi negre de sable. Per timbre una corona mural de poble.

## Història
Va ser aprovat l'1 de juny de 1983 i publicat al DOGC el 6 de juliol del mateix any amb el número 342.
Meranges és situat a l'alta vall del riu Duran, i sobre el poble s'aixeca el Puigpedrós (2.914 m), una alta muntanya dels Pirineus. A l'escut, el mont de penyes simbolitza el Puigpedrós, la cinta ondada és el riu Duran, i les pinyes són de pi negre, la varietat més abundant del municipi.